# Mérantaise

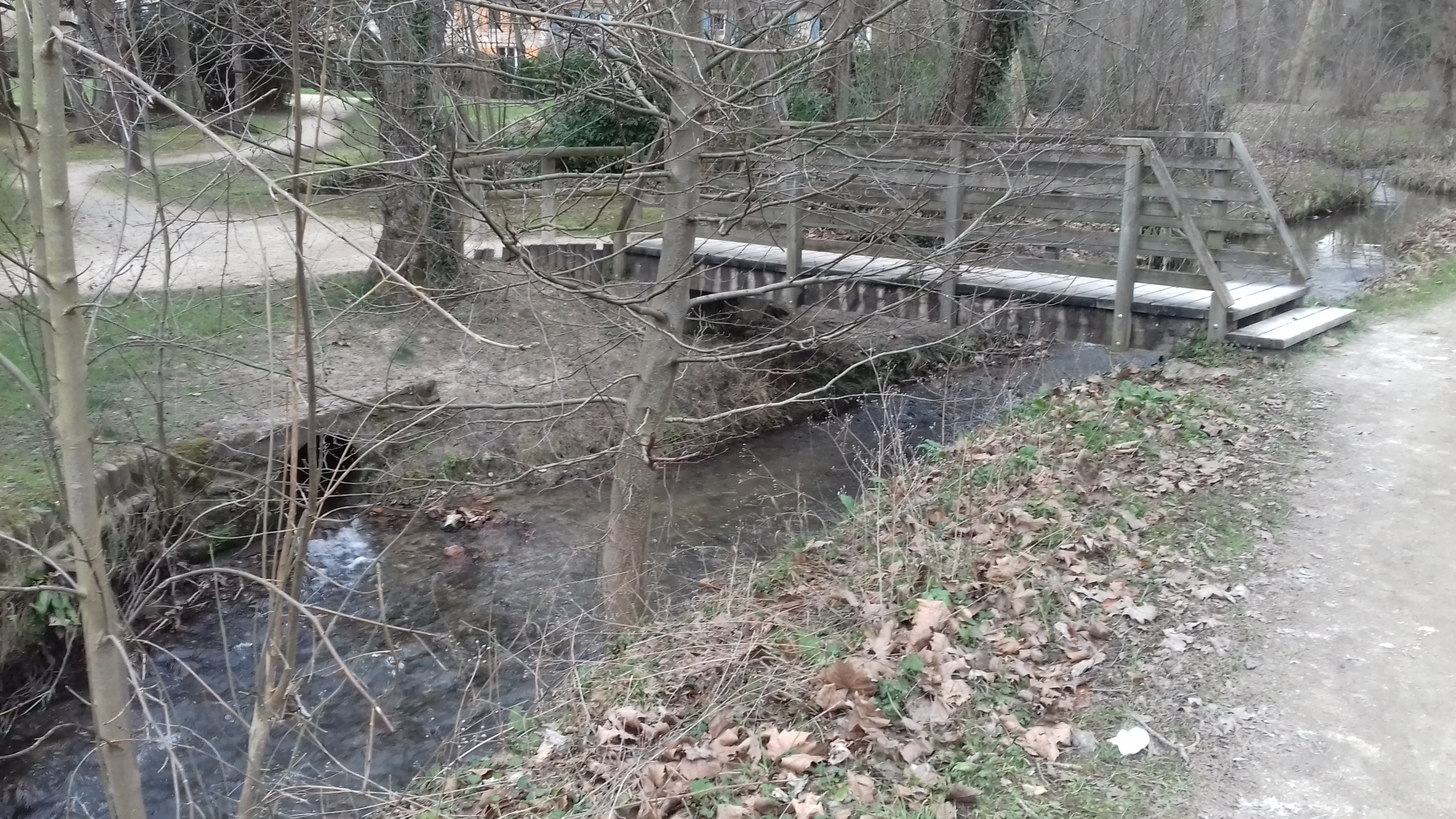
La Mérantaise - Gif-sur-Yvette

La Mérantaise est un ruisseau français, affluent de l'Yvette, qui coule dans les départements de l'Essonne et des Yvelines en région Île-de-France.

## Géographie
D'une longueur de 14,3 km, la Mérantaise prend sa source à Trappes, dans les Yvelines, à 164 m d'altitude. Elle se jette dans l'Yvette à Gif-sur-Yvette, à 62 m d'altitude.

### Communes traversées

#### Dans les Yvelines
- Trappes
- Montigny-le-Bretonneux
- Voisins-le-Bretonneux
- Magny-les-Hameaux
- Châteaufort,

#### Dans l'Essonne
- Villiers-le-Bâcle
- Gif-sur-Yvette

### Hydrographie
La Mérantaise n'a pas d'affluent contributeur connu. Elle reçoit les eaux de cours d'eau de faible importance, non répertoriés.

## Aménagements et environnement
En 15 ans, la ville de Gif-sur-Yvette a connu cinq arrêtés de catastrophe naturelle dus aux débordements de la Mérantaise; ces inondations sont aggravées par l'artificialisation du cours d'eau et de son bassin versant. Un violent orage a exceptionnellement gonflé au soir du 29 avril 2007 le cours d'eau, causant d'importants dégâts à Villiers-le-Bâcle, avant que les eaux ensuite drainées par la Mérantaise ne provoquent une brusque crue. Le bassin de rétention des eaux pluviales installé par le SIAHVY à Gif-sur-Yvette n'a pas pu contenir entièrement cette crue, d'où des inondations importantes du centre-ville de Gif-sur-Yvette.
À la suite de cet événement, après six ans d'études et trois ans de chantiers (terminés en 2016), le lit de la Mérantaise a été renaturé sur 1,8 km, avec pour but d'éviter les inondations mais aussi de mieux préserver les milieux aquatiques, en favorisant la continuité écologique (pour les poissons dont le chevesne. ) sur l'ensemble du cours d'eau .  

Ces travaux (d'un coût total de 4,5 millions d'euros) ont supprimé six ouvrages hydrauliques (vannages notamment). Ils ont été financés à 80% par l'Agence de l'eau Seine-Normandie. Pour compenser le manque de zones d'expansion de crues, le bassin de sécurité a été agrandi pour pouvoir absorber une crue de 8 m3/s tout en garantissant un débit d'étiage de 90 L/s. D'autres travaux sont prévus en amont pour traiter les ouvrages restants dans le même but.

## Milieu naturel

### Protection environnementale
La vallée de la Mérantaise à Châteaufort est classée Zone naturelle d'intérêt écologique, faunistique et floristique de niveau 1. Elle regroupe différents milieux naturels : prairies humides et mésophiles, friches, roselières et boisements alluviaux organisés autour de la rivière. Une partie (autour des vestiges du château d'Ors), investie par plusieurs espèces de chiroptères est aussi classée réserve naturelle.
Les ravins forestiers à Magny-les-Hameaux et la roselière de Mérancy sont aussi classés ZNIEFF de type 1 car étant les derniers ravins bien conservés de la Mérantaise. Leur intérêt est surtout floristique.
L'ensemble de la vallée de la Mérantaise est quant à lui classé ZNIEFF de type 2 (sauf à Montigny-le-Bretonneux en raison d'une trop forte urbanisation).

### Faune et flore

#### Faune
Les mammifères rencensés dans les différentes zones naturelles d'intérêt écologique, faunistique et floristique dans la vallée de la Mérantaise sont la musaraigne aquatique et de nombreuses espèces de chauves-souris dans la Réserve naturelle volontaire d'Ors: le Vespertilion de Daubenton, le Vespertilion de Natterer, l'Oreillard roux, le Vespertilion à moustaches, le Vespertilion de Bechstein et la Sérotine.
Parmi les espèces d'oiseaux (plus d'une cinquantaine) on trouve la bergeronnette des ruisseaux et l'autour des palombes. La faune piscicole est représentée par le chevesne  et l'anguille. 
De nombreuses espèces d'invertébrés sont également présentes, comme l'Ecaille marbrée-rouge,  le Panagée à grande croix (un petit carabique), le cordulégastre annelé et d'autres espèces de libellules, la mante religieuse, et comme espèces plus rares, l'Elaphre des marécages, le carabe à chapelets, le Drypte échancré, la Lébie à tête verdâtre, le Lixus des iris, le Crachesang, l'Ophone à antennes tachetées, le Leistus à barbe épineuse et le rare Leistus roussâtre.
On notera aussi la présence :
- de l'Ophone ponctué, carabique lié aux milieux ouverts et sablonneux peu fréquent dans la région
- d'un staphylin (Lesteva pubescens) rare  dans le bassin de la Seine et lié aux grands marécages forestiers ;
- d'un charançon des zones humides (Hypera conmaculata) qui semble ne jamais avoir été observé dans la région auparavant.

#### Flore
De par sa  diversité de milieux naturels (cariçaies, mégaphorbiaies, boisements alluviaux plus ou moins tourbeux, ravins frais à fougères exposés au nord), la vallée de la Mérantaise présente de nombreuses espèces végétales (plus de 350) dont certaines rares dans la région comme le Dryoptéris écailleux, une grande fougère, le Polystic à aiguillons, le Vulpin roux, l'Amaranthe livide, la Laîche vert-jaunâtre, la Grande ciguë, le Souchet brun, le Millepertuis anguleux, le
Myosotis raide et l'Orchis mâle,,.

## Pour approfondir